# Aquarell

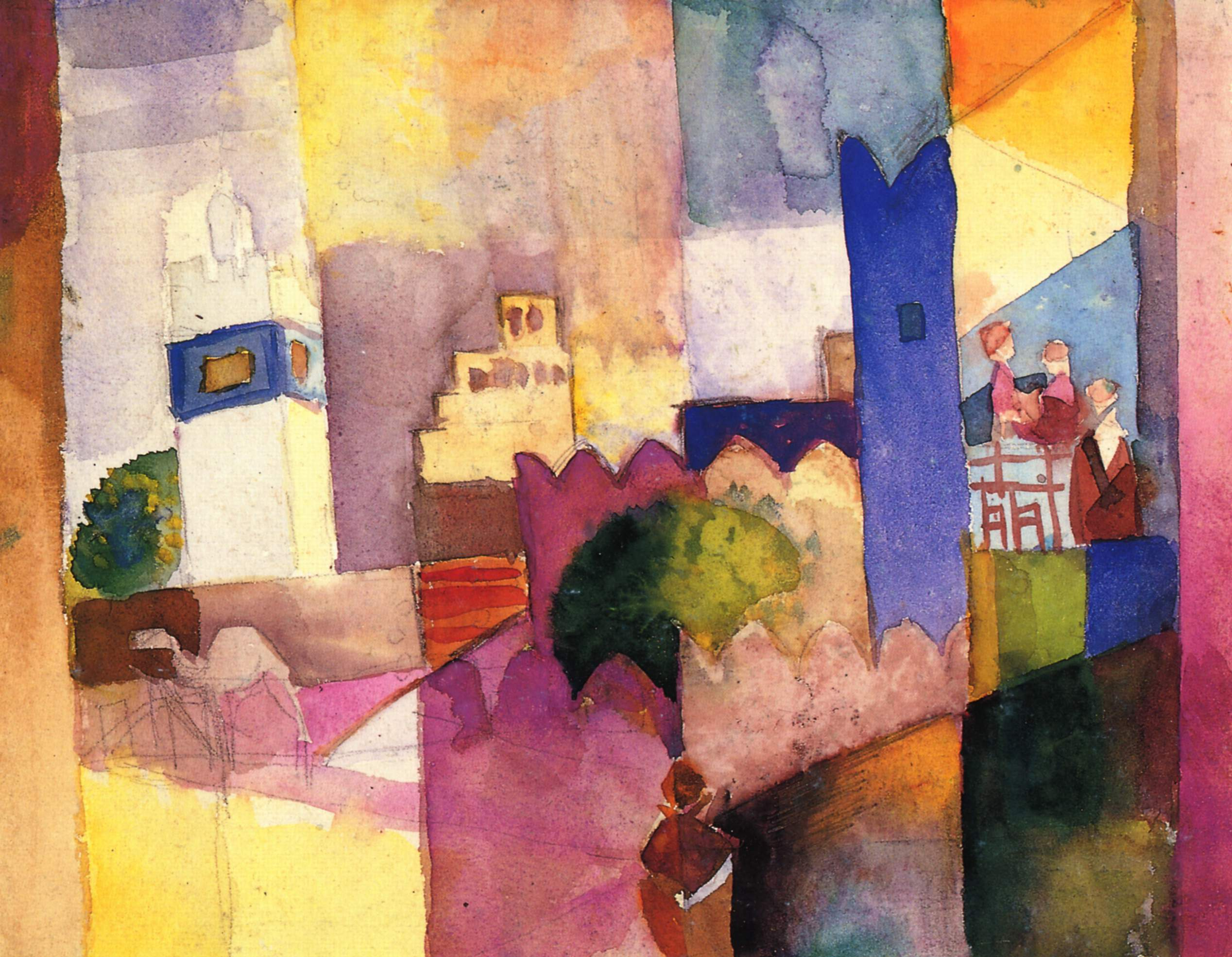
Aquarell Kairouan (III) von August Macke; das helle Papier und die Bleistiftskizze schimmern durch

Ein Aquarell (von lateinisch aqua ‚Wasser‘) ist ein mit nicht-deckenden Wasserfarben angefertigtes Bild. Die Aquarellfarben bestehen aus sehr feinen Pigmenten, wasserlöslichen Bindemitteln wie Gummi arabicum, Traganth oder Dextrinen, sowie Netz- und Feuchthaltemitteln. Diese lasierenden Farben werden nur mit Wasser verdünnt und mit einem Pinsel auf Papier, Pergament oder andere Materialien aufgetragen. Im Unterschied zur Gouache und Tempera schimmert beim Aquarell der weiße Malgrund durch die Aquarellfarben hindurch und gibt ihnen Tiefe und Leuchtkraft. Die Farbwirkung entsteht in der Regel durch das lasierende Aufeinanderlegen dünner Farbschichten oder das „nass in nass“-Arbeiten und durch die Verwendung besonders fein geriebener Pigmente. Man spricht von feindispersen Pigmenten, deren Korngröße um 1/10 000 mm liegt. Diese Pigmente sind so fein, dass sie von den Papierfasern absorbiert werden. Die Papierfaser wird gefärbt und es entsteht das „duftige“ Aussehen eines guten Aquarells. Anders als bei der Öl- oder Temperamalerei, wo das Mal- oder Bindemittel die Pigmente aneinander und an die Grundierung bindet, haben hier die oben schon genannten Bindemittel nur eine Schutzfunktion, um ein Gerinnen oder Flocken der Pigmente zu verhindern. Will man weiße Flächen oder Lichter erzielen, lässt man den Papierton unberührt stehen.

## Geschichte

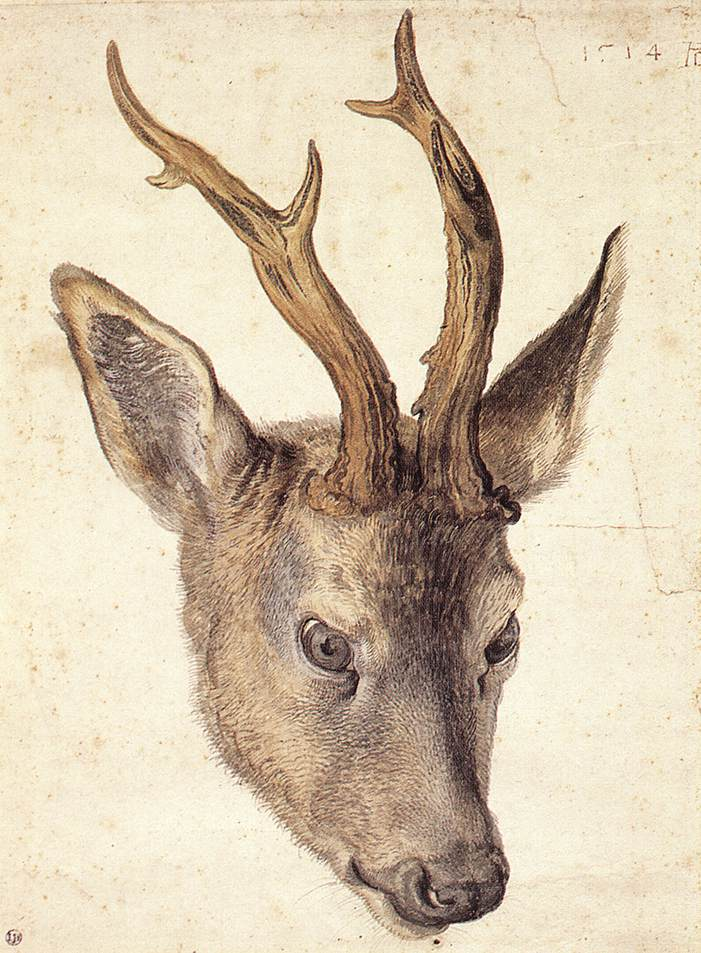
Albrecht Dürer, Kopf eines Rehbocks, Aquarell 1514

Das Aquarell ist eine der ältesten Maltechniken. Schon im zweiten vorchristlichen Jahrtausend verwendeten ägyptische Künstler dieses Verfahren zur Illustration von Totenbüchern. Aus dem alten Ägypten ist bemalter Papyrus erhalten, und aus dem asiatischen Raum Bilder und Kalligraphie mit wasserlöslichen Tuschen. In der Regel waren diese Wasserfarben „deckend“ bzw. wurden mit deckender, weißer Farbe eingedickt, so zum Beispiel in der mittelalterlichen Wandmalerei und bei der Miniaturmalerei.
Die Aquarellmalerei im engeren Sinne (als Maltechnik unter Verwendung lasierender Farben) hat sich etwa seit dem 9. Jahrhundert n. Chr. kontinuierlich entwickelt. Im Spätmittelalter wurde diese Technik zunächst zum Kolorieren von Umrisszeichnungen und druckgraphischen Arbeiten verwendet. 
Erst der junge Albrecht Dürer (1471–1528) erkannte die einzigartigen Möglichkeiten der Aquarellmalerei. In seinen frühen Landschaftsstudien wie im 1494/95 entstandenen "Tal bei Kalchreuth", zeigt er eine Höhe der Aquarelltechnik wie sie erst Jahrhunderte später in England beispielsweise durch William Turner (1775–1851) wieder erreicht wurde. Turner, der als einer der bedeutendsten Aquarellisten gilt, führte die Aquarellmalerei zu technischer Meisterschaft. 
Vor Turner, bereits von 1777 an, arbeitete der Maler und Dichter William Blake mit Aquarelltechniken, zu einer Zeit, als diese Arbeitsweise noch nicht sehr geschätzt war. Seine Illustrationen zu Dantes Göttlicher Komödie, 1824 bis 1827, zeigten ihn auf der Höhe seiner Kunstfertigkeiten.
Als im Laufe des 19. Jahrhunderts die Freiluftmalerei an Bedeutung gewann, setzte eine breite Wiederentdeckung des Malens mit wasserlöslichen Farben ein. In England förderten Water Colour Societies den Einsatz dieser Maltechnik. Zahlreiche Maler wie Eugène Delacroix, Paul Cézanne, Emil Nolde und Christian Modersohn schufen Aquarelle als eigenständige Kunstwerke. Zu den interessantesten Arbeiten, die die Breite der technischen Möglichkeiten der Aquarellmalerei widerspiegeln und "die einen Gipfel der europäischen Malerei darstellen" (Günter Busch), zählen die Aquarelle von August Macke (1887–1914), die er auf seiner Tunis-Reise 1914 malte.
Maria Sibylla Merian, die für ihre Arbeiten auch die Technik des Aquarellierens verwendete, war einmal der 500-DM-Schein gewidmet.

## Grundlagen

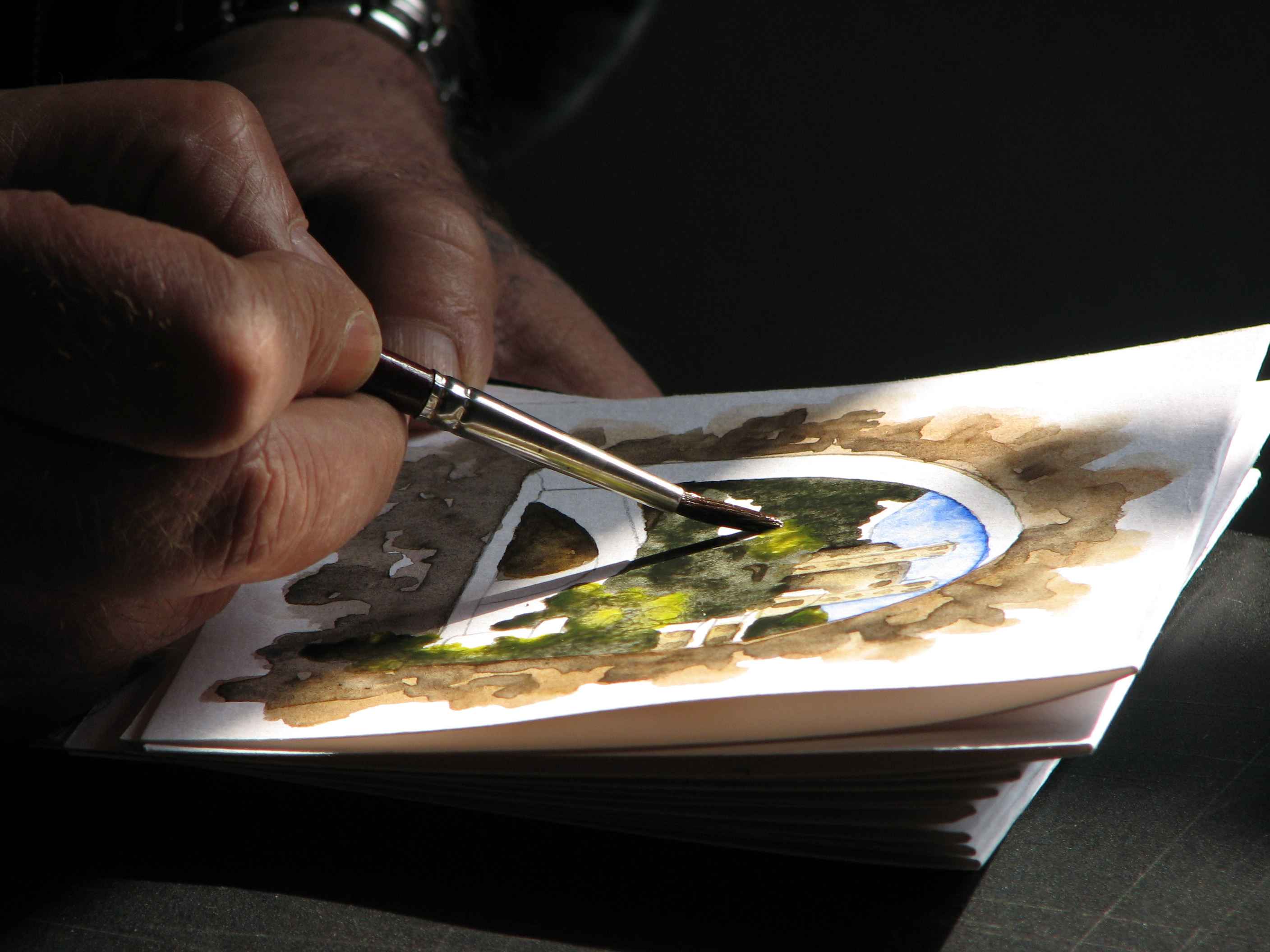
Typischerweise werden die Aquarellfarben mit einem runden Pinsel auf Aquarellpapier aufgetragen

In der Aquarellmalerei kommen zahlreiche Techniken zum Einsatz, deren Bezeichnungen aber uneinheitlich sind. In der Regel sind es Variationen zweier Grundtechniken: Lasieren und Lavieren. Ihnen liegt wiederum ein bestimmter Umgang mit Malgrund, Pinsel und Farbe zugrunde. Aus ihnen entsteht bei allen Unterschieden im Detail das Charakteristische eines Aquarells.

### Malgrund
Der am häufigsten verwendete Malgrund ist Papier. Mit der raschen Entwicklung der Papierfabrikation im 15. Jahrhundert war eine der entscheidenden Voraussetzungen geschaffen, dass sich die Aquarellmalerei als eigenständige Kunstform überhaupt entwickeln konnte. Heute übliche Aquarellpapiere gehen auf englische Papiere des 18. Jahrhunderts zurück. Das zum Aquarellieren geeignete Papier muss saugfähig, mit einer rauen Textur versehen und dennoch glatt genug sein, dass sich die im Wasser gelösten Farbpigmente gleichmäßig verteilen und anhaften können. Das sind in der Regel speziell für die Aquarellmalerei entwickelte und produzierte Papiere, auf denen sich optimale Ergebnisse erzielen lassen. Aquarellpapiere sind in unterschiedlichen Größen, Qualitäten, Oberflächen (matt, rau satiniert), Gewichten, auch einzeln oder als Block erhältlich. Alternativ können zuvor mit einer entsprechenden Grundierung vorbehandelte Keilrahmen oder Malpappen für die Aquarellmalerei verwendet werde.
Das übliche Papiergewicht liegt zwischen 180 und 400 Gramm. Neben industriell gefertigtem Papier kommt auch handgeschöpftes Papier, Büttenpapier und Japanpapier in Betracht. Seltener sind textile Malgründe wie Seide oder Leinwand. Aquarellartige Bilder auf nicht saugendem Untergrund verlangen den Einsatz alternativer Farben (zum Beispiel Acryl) oder besonderer Haft- und Bindemittel. Eine Variante zu den üblichen Malgründen sind reliefartige Untergründe, die mit Hilfe von Strukturpasten hergestellt werden.
Ein traditioneller Hersteller von Malgründen für Aquarelle in Deutschland ist der Papierhersteller Hahnemühle. Die Aquarellpapiere werden seit 1584 in unterschiedlichen Grammaturen und Oberflächenstrukturen hergestellt.

### Pinselführung

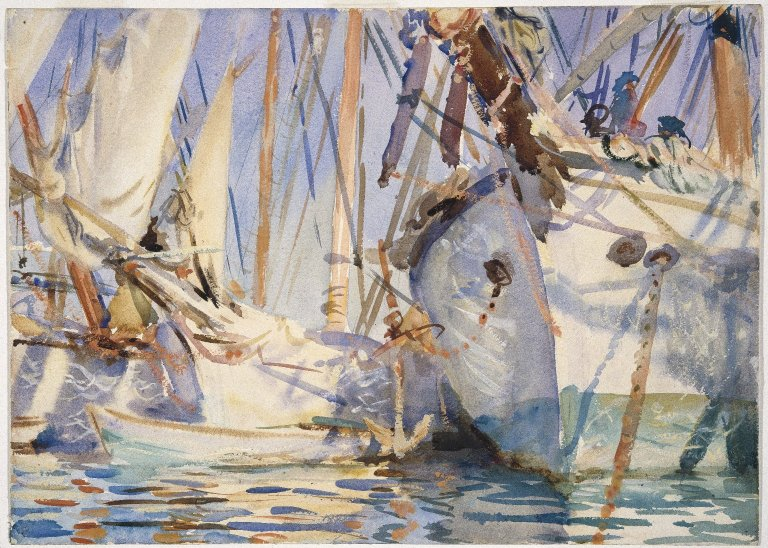
Deutlich sichtbar die lasierenden Pinselstriche in dem Aquarell White Ships von John Singer Sargent, 1908

Gemalt wird normalerweise mit einem Pinsel, der in unterschiedlicher Weise über das Papier geführt wird (variable Linienstärken, Tupfer, Drehungen). Als natürliches Material haben sich Pinsel aus Rotmarderhaar bewährt, weil sie trotz hoher Elastizität in Form bleiben (dünne Spitze), viel Farbe aufnehmen und leicht wieder abgeben können. Inzwischen sind Aquarellpinsel aus dünnen synthetischen Fasern hinzugekommen. Neben diesen Haarpinseln mit feiner Spitze kommen auch gefächerte Haarpinsel für das großflächige Arbeiten sowie Borstenpinsel zum Einsatz. Auch ein Naturschwamm – in der Regel zum Anfeuchten des Papiers verwendet – kann zum flächigen Malen wie zum Verwaschen verwendet werden.
Wichtigste Pinselbewegung ist der Pinselstrich, also das Malen mit dem Pinsel. Auch wenn das flächige Malen typisch ist für die Aquarellmalerei, können Aquarelle nur aus Pinselstrichen bestehen. Man spricht in diesem Fall von einer Pinselzeichnung. Die Pinselzeichnung selbst bildet bereits einen Vorläufer der modernen Aquarellmalerei, und zwar als monochrome Zeichnung mit verdünnter Tusche. Mit Aquarellfarben gezeichnet, verlangt das Bild ein schnelles, improvisierendes Arbeiten.
Wird die Farbe mit viel Flüssigkeit auf das Papier gebracht, verteilt sich die Farbe gleichmäßig auf dem Papier, wobei sich in den kleinen Versenkungen mehr Farbe sammeln kann als auf den Erhöhungen der feinen Papiertextur. Dadurch entsteht der typische Aquarelleindruck. Wird dagegen der Pinsel mit wenig Wasser schnell über das Papier geführt, bleibt die Farbe nur auf den erhöhten Stellen liegen. In diesem Fall spricht man von Granulieren. Wird die Farbe mit einem feinen Pinsel auf das Papier getupft, spricht man vom Punktieren, eine Technik, die dem Pointillismus seinen Namen gab.

### Einsatz von Farbe

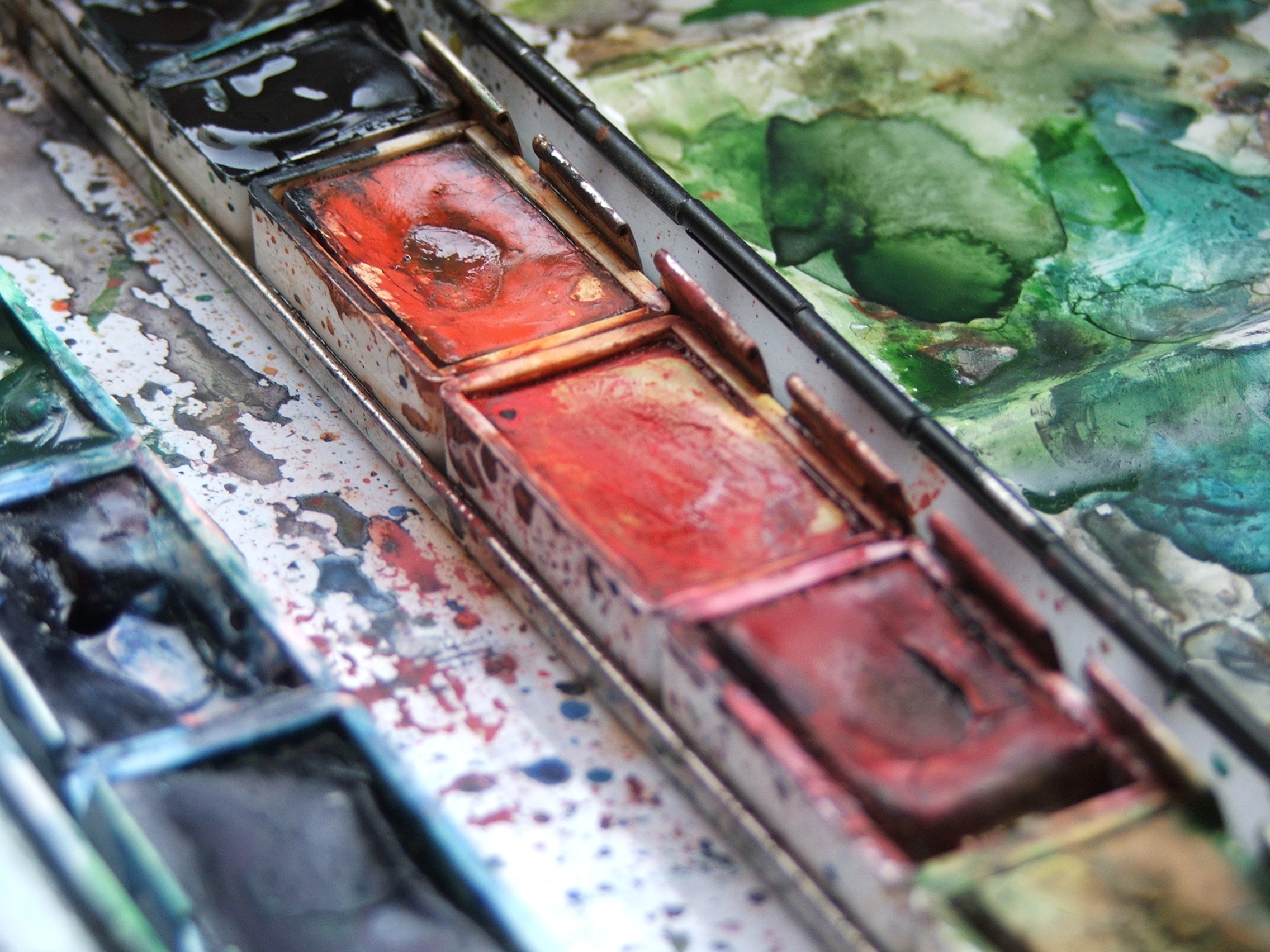
Aquarellmalkasten

Verwendung eines Haarpinsels zum Farbauftrag in der Aquarellmalerei

Von großer Bedeutung für die Aquarellmalerei ist die Arbeit mit den Primärfarben. Zwar gibt es eine große Auswahl an Farben fertig gemischt in Näpfen und Tuben zu kaufen, Puristen in der Aquarellmalerei mischen aber jede benötigte Farbe gemäß den Regeln der Farblehre selbst. Bevorzugt wird dabei die Mischung der Farben durch das Lasieren, also das schichtweise Übermalen. Zwar lassen sich die Farben auch im Wasser mischen, doch nimmt diese Methode den Aquarellfarben ihren typischen, strahlenden Glanz.
Bei der Bildgestaltung wird im Allgemeinen mit zarten und hellen Farbtönen begonnen und zu dunkleren Farben hin gearbeitet. Dies ergibt sich ganz einfach aus der Tatsache, dass, anders als bei anderen Maltechniken, die Möglichkeit einer nachträglichen Aufhellung der Farben nur bedingt besteht. Unsaubere Farbtöne können beim Auswaschen der zu dunkel geratenen Farbe entstehen und eine schädliche Aufrauung des Untergrunds bei dem Versuch der Korrektur auftreten. Der Malgrund wird mit in die Komposition einbezogen, teils durchscheinend, teils aber auch unverändert stehen bleibend. Dieses Freilassen des Untergrunds ist typisch für die Aquarellmalerei und führt, in Verbindung mit angrenzenden dunklen Flächen, zu beeindruckenden Lichteffekten. Die Farbe kann mit viel Wasser und sehr dünn aufgetragen oder umgekehrt mit wenig Wasser aufgetragen werden (Granuliertechnik). Oft wird Farbe in den vorher angefeuchteten Untergrund oder in noch feuchte farbige Bildpartien gesetzt, so dass Farben ineinander verlaufen und dabei die für diese Malweise charakteristischen Strukturen entstehen. Dadurch werden unterschiedliche Effekte mit verschiedenen Bildwirkungen erreicht.

## Grundtechniken

### Lasieren
Die wichtigste Grundtechnik der Aquarellmalerei ist die Lasur; ihre Anwendung legt sich schon durch den Einsatz der speziellen, „lasierenden“ Farben nahe. Beim Lasieren wird die stark mit Wasser verdünnte Farbe auf den trockenen Malgrund aufgetragen. Die Farbe trocknet durch den dünnen Auftrag sehr schnell und lässt sich nach dem Trocknen mit weiteren Farbschichten übermalen. Wird immer der gleiche Farbton verwendet, entstehen so dunklere und hellere Bereiche. Die Lasur kann sowohl eine farbsteigernde als auch eine farbdämpfende Wirkung haben. Bei unterschiedlichen Farben entstehen durch die verschiedenen Lasuren neue Farbtöne. Die Farbschichten lassen sich über- und nebeneinander anlegen. Die Lasurtechnik zeichnet sich durch scharfe Ränder aus und verlangt eine hohe Präzision und genaue Kenntnis der Wirkung verschiedener Farbtechniken.

### Lavieren

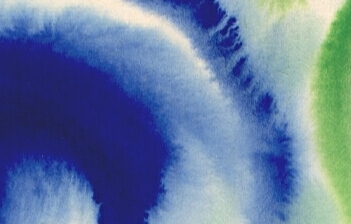
Laviertechniken in einem Aquarell (Ausschnitt)

Die zweite Grundtechnik ist die Lavierung. Darunter fällt zunächst die Verlauftechnik, zum weiteren die Nass-in-Nass-Technik. Umstritten ist, ob es sich bei diesen Techniken um Varianten der Lavierung handelt oder um zwei eigenständige Techniken. Von der Antwort auf diese Frage hängt es ab, ob man beim Aquarellieren von zwei oder von drei Grundtechniken spricht. Hier werden beide Techniken als Varianten des Lavierens verstanden.

#### Verlauftechnik
Unumstritten ist, dass die Verlauftechnik eine Lavierung (von lat. lavare „[ver]waschen“) im engeren Sinne ist. Bei der Verlauftechnik wird eine Farbe so auf den Malgrund aufgetragen, dass sie gleichmäßig immer blasser wird oder langsam in einen anderen Farbton übergeht. Dazu wird zunächst Farbe auf den Malgrund aufgetragen und dann mit einem ausgewaschenen und mit klarem Wasser angefeuchteten Pinsel gleichmäßig auslaufend auf dem Malgrund verteilt. In der Regel wird der Malgrund trocken sein, aber einen stärkeren – allerdings auch unkontrollierbareren – Effekt erreicht man auf einem angefeuchteten Malgrund. Hier ist dann der Übergang zur Nass-in-Nass-Technik erreicht.

#### Nass-in-Nass-Technik

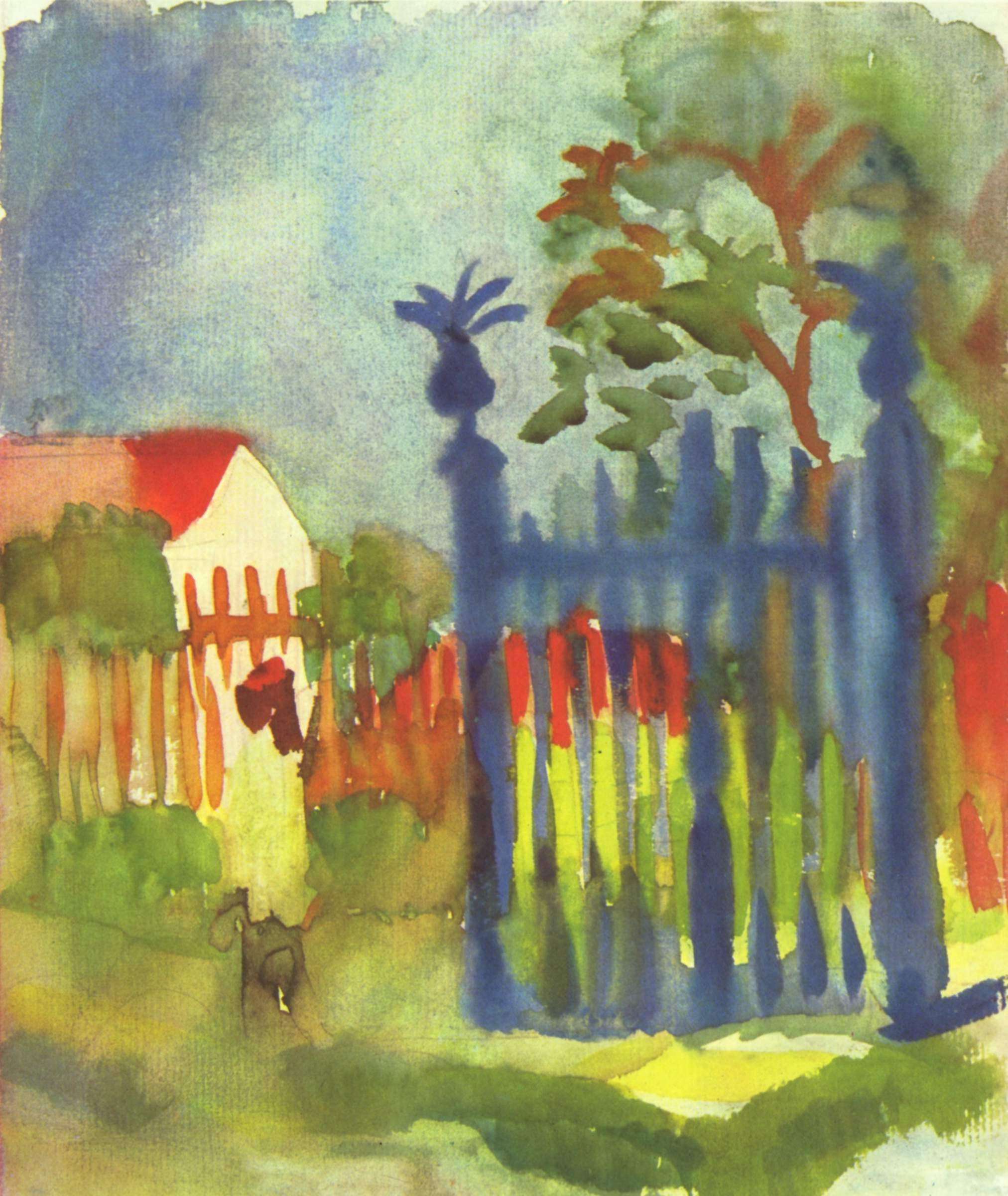
Das Gartentor von August Macke ist weitgehend in Nass-in -Nass-Technik ausgeführt

Bei der Nass-in-Nass-Technik wird auf dem feuchten Malgrund oder in eine noch feuchte Farbe hineingemalt, wodurch die Farben ver- bzw. ineinanderlaufen. Diese Technik gibt es nicht nur beim Aquarell, sondern auch bei anderen Maltechniken. Einige Aquarellisten lehnen den Einsatz der Nass-in-Nass-Technik ab, weil sie nur wenig kontrollierbar ist. Andere sehen in dieser Technik eine meisterhafte Beherrschung des Umgangs mit Malgrund, Farbe und Pinsel. Gerade durch die Lockerung der Kontrolle über den Farbverlauf und durch das Spielen mit dem Fluss der Farben kommt es zu Effekten, die für die Nass-in-Nass-Technik charakteristisch sind.

### Weitere Techniken

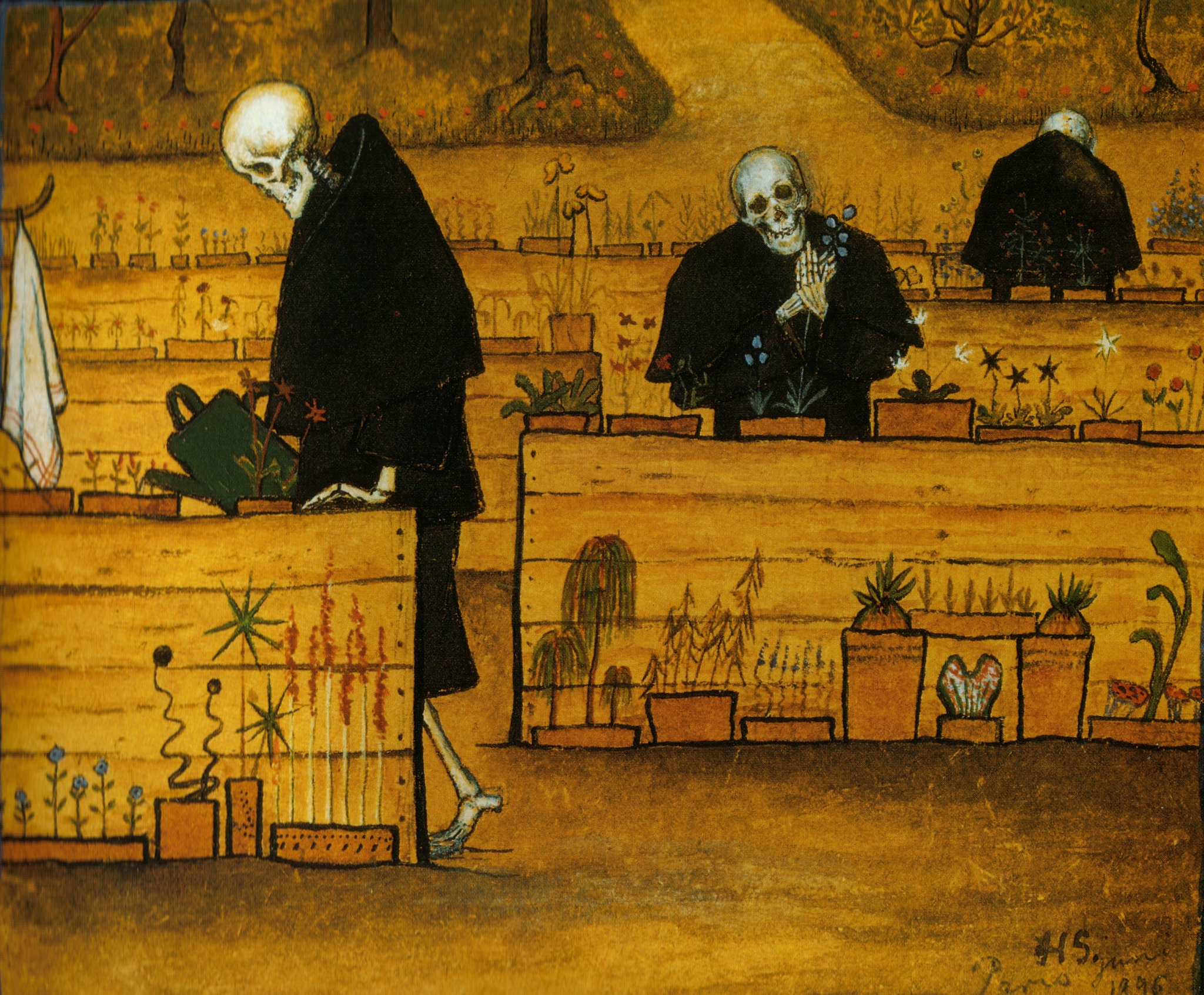
Im Garten des Todes, Aquarell und Gouache, Hugo Simberg, 1896

Weitere Techniken sind entweder Varianten der Grundtechniken oder kombinierende Techniken. Die moderne Aquarellmalerei kombiniert unterschiedliche Techniken miteinander. Neben reinen Aquarellmethoden kommen Prinzipien der Zeichnung, der Kalligraphie sowie der Einsatz deckender Farben, vor allem Gouache, aber auch Acryl, hinzu.
- Von größerer Bedeutung sind die ursprünglichen Korrekturmethoden des Farbe-Abhebens und Farbe-Abschabens. Gemeinhin gilt die Aquarellmalerei als unkorrigierbar. Durch die lasierenden Farben sind korrigierende Eingriffe wie das Übermalen nicht möglich, ohne den Aquarellcharakter zu zerstören. Begrenzt lässt sich Farbe aber entweder durch späteres Anfeuchten und Abheben mit einem Schwamm oder Tuch oder durch Abschaben der trockenen Farbe erreichen. Beide Techniken lassen sich auch gezielt zur Bildgestaltung einsetzen.
- Der weiße Untergrund wird oft bewusst stehen gelassen. Wo dies durch die Pinselführung nicht möglich ist, kann ein vorübergehendes oder permanentes Abdecken des Papiers mit Klebestreifen, Rubbelkrepp oder Wachs ein freies Arbeiten mit dem Pinsel ermöglichen.
- Farbkleckse oder das Aufsprenkeln von Farbe tragen stark zu einem leichten, improvisierten Eindruck bei. Das Aufsprenkeln von Farbe, gegebenenfalls über teilweise abgedecktem Papier, kann zur Textur von Flächen verwendet werden.
- Aquarell und Zeichnung sind bereits historisch eng miteinander verwandt. Bei der monochromen Pinselzeichnung kommen bereits zahlreiche Aquarelltechniken zum Einsatz oder werden Zeichnungen und Aquarell miteinander kombiniert, zum Beispiel indem die Bleistift- oder Kohleskizze bewusst durch das Aquarell hindurch scheint. Nach Abschluss der Aquarellarbeiten kann die Zeichnung mit Tusche ergänzt werden. Eine klassische Form ist das Übermalen einer monochromen Pinselskizze mit Aquarellfarben (Untermalung).
- Die Kombination von Aquarell mit Pastellfarben hat eine kontrastive Wirkung und erlaubt Schraffuren, aufgesetzte Helligkeiten und Akzente.
- Für grafische Linien und akzentuierende Bildelemente im Aquarellbild können Aquarellstifte eingesetzt werden.
- Die Raspeltechnik, bei der mit Hilfe von Schmirgelpapier Pigment einer Aquarellstiftmine auf das noch feuchte Aquarellbild zur Hintergrundgestaltung und Farbnuancierung aufgestreut wird.
- Einen ungewöhnlichen Oberflächeneffekt erzielt die Technik Aquarell auf Leinwand. Die Aquarellfarbe wird dabei pastos oder lasierend auf die mit Aqua-Grund behandelte Leinwand aufgetragen.
- Aquarellfarbe kann beim Auftrag mit verschiedenen Mitteln vermischt werden: Gummi arabicum macht die Farbe pastoser und sorgt für einen feinen Glanzeffekt der Farbe; Ochsengalle und Glycerin werden verwendet, um die Farbtrocknung zu verzögern (Glycerin ist in kleiner Menge immer schon in Aquarellfarbe enthalten); Alkohol beschleunigt die Trocknung und sorgt für eine Betonung des Pinselstrichs.
- Durch Auftragen von Salz auf noch feuchte Farbe können interessante Effekte erzielt werden, beispielsweise die Darstellung von Schnee.
- Die Granuliertechnik wird nur ganz gezielt eingesetzt um beispielsweise Mauern oder Wasseroberflächen zu malen. Dafür sollte ein stark strukturiertes Aquarellpapier verwendet werden. Bei dieser Technik wird der Pinsel mit der entsprechenden Farbe getränkt, anschließend wird er flach und mit wenig Druck über das Papier gezogen. Somit wird die Farbe nur auf den erhabenen Stellen des Papiers aufgetragen, die tieferen Bereiche bleiben weiß.[5]
- Aquarellfarben können auch zusammen mit Acrylfarben (sog. Mixed Media) eingesetzt werden, die dann eine deckende Übermalung der getrockneten Aquarellfarben ermöglichen.

## Aquarelldruck
Aquarelldruck ist ein Druckverfahren zur Nachahmung von Aquarellen.

## Hersteller von Aquarellfarben
Schmincke ist in Deutschland einer der Hersteller eines umfangreichen Sortiments für hochwertige Aquarellfarben. Das 1881 gegründete Unternehmen mit Sitz in Erkrath gehört zu den führenden Unternehmen im Markt für lichtechte Farben.
Kremer Pigmente ist mit seiner Farbmühle ein seit 1977 in Süddeutschland angesiedeltes Unternehmen, das historische Aquarellfarben produziert.

## Liste englischer Termini
Im Deutschen werden klassische Aquarelltechniken oft unterschiedlich bezeichnet. Manchmal werden zur eindeutigen Terminierung die englischen Ausdrücke dazu geschrieben. Wichtige Ausdrücke sind:
- Aquarell – watercolour (BE), watercolor (AE)
- Farbe abheben – lifting off
- Lasieren – glazing
- Lavieren – washes
- Nass-in-Nass – wet-in-wet
- Nass-auf-Trocken – wet-on-dry
- Trockener Pinsel – drybrush